# Siebnerkonkordat
Het Siebnerkonkordat (Nederlands: Concordaat van de Zeven) was een op 17 mei 1832 gesloten verdrag tussen de zeven (liberale) "vernieuwingskantons", Zürich, Bern, Luzern, Solothurn, Sankt Gallen, Aargau en Thurgau. Het verdrag werd door de parlementen van de zeven kantons geratificeerd. Het verdrag voorzag in onderlinge steun wanneer men werd bedreigd door de conservatieve kantons of door conservatieve krachten binnen de liberale kantons. Daarnaast voorzag het verdrag in de autonomie van de zeven kantons.